# Vidal Marín del Campo
Vidal Marín del Campo (Mora, 22 febbraio 1653 – Madrid, 10 marzo 1709) è stato un vescovo cattolico spagnolo.

## Biografia
Nacque a Mora, presso Toledo, a metà del XVII secolo. Fu ordinato sacerdote il 9 aprile 1678, successivamente si laureò presso l'Università di Alcalá, dove ottenne il titolo di insegnante di teologia.
Fu nominato vescovo di Ceuta il 13 settembre 1694 e consacrato a Siviglia il 19 dicembre dall'arcivescovo della città, Jaime de Palafox y Cardona, in precedenza capo inquisitore di Salamanca, maestro della cattedrale di Santo Domingo de la Calzada e dottrinale di quello di Siviglia. Prese possesso della diocesi il 9 novembre 1695. I primi anni del suo mandato furono difficili, a causa dell'assedio della città da parte del sultano del Marocco Mulay Ismail. Anni dopo, nel 1704, durante la guerra di successione spagnola affrontò gli inglesi, che avevano conquistato Gibilterra e tentarono di conquistare Ceuta. Fu chiamato a Madrid da Filippo V e nominato inquisitore generale il 24 marzo 1705.
Morì a Madrid il 10 marzo 1709 e venne sepolto nella chiesa madrilena di San Martín; i suoi resti furono trasferiti a Ceuta nel 1714 e sepolti nella cappella della Madonna dell'Africa.

## Genealogia episcopale
La genealogia episcopale è:
- Cardinale Guillaume d'Estouteville, O.S.B.Clun.
- Papa Sisto IV
- Papa Giulio II
- Cardinale Raffaele Sansone Riario
- Papa Leone X
- Papa Paolo III
- Cardinale Francesco Pisani
- Cardinale Alfonso Gesualdo di Conza
- Papa Clemente VIII
- Cardinale Pietro Aldobrandini
- Cardinale Laudivio Zacchia
- Cardinale Antonio Barberini, O.F.M.Cap.
- Cardinale Marcantonio Franciotti
- Cardinale Giambattista Spada
- Cardinale Carlo Pio di Savoia
- Arcivescovo Jaime de Palafox y Cardona
- Vescovo Vidal Marín del Campo